# 人類的性 (書籍)
《人類的性》（英語：Human Sexuality）是一部由西蒙·列維和莎伦·瓦伦特（Sharon Valente）撰寫的教材，首版於2003年經W.H.弗里曼公司出版。之後的所有更新版本皆由西诺尔联营公司負責出版。該間公司於2012年推出了第4版。自第3版開始，珍妮丝·鲍德温（Janice Baldwin）取代了瓦伦特，成為這本教材的共同作者。

## 反應
評論者對於首版的反應良好，認為它的寫法清晰，涵蓋全面。威廉·拜恩（William Byne）把於2006年推出的第2版形容為「一本傑作，其能从多種角度（理论、历史、文化）講及性的林林總總」。評論家亦讚揚分別於2009和2012年推出的第3版和第4版，稱之為一本「能供院校和研究生選用的優秀入門教材」。